# Bai Lili
Bai Lili (29 de outubro de 1978) é uma futebolista chinesa que atua como atacante.

## Carreira
Bai Lili integrou o elenco da Seleção Chinesa de Futebol Feminino, nas Olimpíadas de 2004. 